# Liste der Einträge im National Register of Historic Places im Boone County (West Virginia)
Diese Liste der Einträge im National Register of Historic Places im Boone County (West Virginia) enthält alle im Boone County, West Virginia in das National Register of Historic Places eingetragenen Gebäude, Bauwerke, Objekte, Stätten oder historischen Distrikte.
Diese Liste entspricht dem Bearbeitungsstand des National Park Service/National Register of Historic Places vom 4. Oktober 2024.

## Legende
| NRHP | Historic Place             |
| HD   | National Historic District |

## Aktuelle Einträge
| [ 2 ] | Name                     | Bild                     | Eintragsdatum                 | Lage                                                      | Ort         | Beschreibung |
| ----- | ------------------------ | ------------------------ | ----------------------------- | --------------------------------------------------------- | ----------- | ------------ |
| 1     | Boone County Courthouse  | weitere Bilder           | 9. Apr. 1981 ID-Nr. 81000596  | State Street 38° 3′ 59″ N, 81° 49′ 8″ W                   | Madison     |              |
| 2     | Madison National Bank    | Madison National Bank    | 2. Aug. 2007 ID-Nr. 07000779  | 375 Main Street 38° 3′ 50″ N, 81° 49′ 22″ W               | Madison     |              |
| 3     | Nellis Historic District | Nellis Historic District | 24. März 2000 ID-Nr. 00000292 | in der Nähe der County Route 1 38° 9′ 3″ N, 81° 44′ 30″ W | Nellis      |              |
| 4     | Whitesville School       | Whitesville School       | 18. Dez. 2013 ID-Nr. 13000955 | 37949 Coal River Road 37° 58′ 54,9″ N, 81° 32′ 8,9″ W     | Whitesville |              |